# 石骀仲
石骀仲（？—？），中国春秋时期卫国政治人物，石氏。
石骀仲死后，没有嫡子，有庶子六人。占卜为后嗣，说：“沐浴佩玉则兆，五人者皆沐浴佩玉。”石祁子说：“孰有执亲之丧，而沐浴佩玉者乎？”不沐浴佩玉。